# 埃夫爾河
埃夫爾河（法語：Èvre，法語發音：[ɛvʁ]）是法國的河流，位於該國西部，屬於卢瓦尔河的左支流，河道全長91.8公里，流域面積573平方公里，平均流量每秒3.38立方米，發源自沃赞，河口處在勒马里耶。

## 外部連結
- http://www.geoportail.fr（页面存档备份，存于）
- Sandre数据库中的埃夫爾河